# Rudolf Schieder (Maler)
Rudolf Schieder (* 7. Februar 1920 in Leuchtenberg; † 15. April 2015 in Weiden in der Oberpfalz) war ein deutscher Maler und Grafiker.

## Leben und Wirken
Rudolf Schieder wurde am 7. Februar 1920 im kleinen Markt Leuchtenberg in der Oberpfalz, aus dem seine Mutter stammte, geboren. Bis ins Jahr 1940 besuchte er die Schule in Essen, wo er auch seine Berufsausbildung (Lehre zum Industriekaufmann) absolvierte und klassischen Gesang studierte. Danach versah er ab einem Alter von 20 Jahren seinen Kriegsdienst im Zweiten Weltkrieg, wobei er auch in Kriegsgefangenschaft, aus der er erst wieder Ende des Jahres 1947 entlassen wurde, geriet. Daraufhin kehrte er wieder in seine Heimat zurück, wo er sich als mittlerweile vereidigter Dolmetscher der Militärregierung rund 15 Kilometer nordwestlich seines Geburtsortes in Weiden in der Oberpfalz niederließ. In seiner alten Heimat angekommen, wechselte er schon bald darauf als Angestellter in die Weidener Filiale der Landeszentralbank. Als solcher ging er auch in den Ruhestand.
Bereits als 16-Jähriger hatte Schieder ein großes Interesse an der Kunst und entwickelte als Autodidakt sein künstlerisches Können. Zu den von ihm ausgeführten Techniken zählten unter anderem Ölspachtel, Aquarell, Pastell, Gouache, Tuschfederzeichnungen, Holzschnitt, Linolschnitt, Kupferstich, Steindruck oder Hinterglasmalerei. Wie er selbst sagte, befreite er sich früh vom naturalistischen Stil und arbeitete klassische expressiv, wobei ihm der reine Expressionismus jedoch zu brutal war. Noch während seiner Militärzeit trat Schieder künstlerisch in Erscheinung, als er an Fronttheatern mitwirkte.
Zeitlebens wurde Schieder bei nationalen Ausstellungen mit etlichen Auszeichnungen und Förderpreisen bedacht. Im Jahre 1962 war er ein Gründungsmitglied des Oberpfälzer Kunstvereins e.V. Weiden und beteiligte sich ab dieser Zeit an allen Ausstellungen des Vereins. Dabei auch in den Partnerstädten Issy-les-Moulineaux und Macerata. Neben diversen Einzelausstellungen in Leuchtenberg, Weiden, Luhe, Regensburg, Bad Neualbenreuth, Nürnberg, Erbendorf, Windischeschenbach, Garmisch-Partenkirchen, Bodenmais, Zwiesel, Binz, Vohenstrauß, Sulzbach-Rosenberg oder Ansbach beteiligte er sich von 1964 bis 2002 auch an allen Kunstausstellungen der Bayerischen Nordgautage. Beim Oberpfälzer Kunstvereins e.V. Weiden (OKV) war bis zuletzt nicht nur Gründungsmitglied, sondern wurde auch als Ehrenmitglied geführt und trug zudem mit der goldenen Ehrennadel mit Brillant die höchste Auszeichnung des OKV.
Im Jahr 1975 schuf er 14 Kreuzwegstationen, die er im Jahr 1980 an das Pfarramt Leuchtenberg übergab und die seither in der Friedhofskirche, in der sie auch geweiht wurden, angebracht sind. Zu internationaler Anerkennung fand Schieder spätestens im Jahr 1989, als er ein Mitglied der Mini Print Internacional de Cadaqués in Barcelona wurde. Im selben Jahr wurde er auch mit dem Förderpreis vom Medienhaus Der neue Tag/Amberger Zeit ausgezeichnet. Im Laufe seines Lebens beteiligte sich der gebürtige Oberpfälzer an zahlreichen Kollektivausstellungen; darunter in Cadaqués (Spanien), Wingfield (England), Andorra, Katalonien, Südkorea und diversen anderen. Weiters wurde er für Ausstellungen in Honolulu und zehn Städten Japans, darunter Tokio, Fukuoka, Osaka und Otaru, ausgewählt. Vor allem in Spanien stellte er über ein Dutzend Mal aus; so war der damals 83-Jährige unter anderem bei der Mini Print Internacional de Cadaqués im Jahre 2003 zum insgesamt 14. Mal vertreten.
2010 wurde der Künstler anlässlich seines 90. Geburtstages, nachdem die Herbstausstellung des OKV in Weiden am See im Burgenland stattgefunden hatte, bei der Pfingstausstellung, die wieder im deutschen Weiden stattfand, besonders geehrt. Im Jahr 2013 wurde Schieder in das Kunstmuseum Erlangen aufgenommen. Nachdem er mit 85 Jahren noch an der Staffelei gestanden hatte, nahmen mit fortschreitendem Alter seine Seh- und Hörkraft ab, weshalb er sich im hohen Alter weitestgehend als aktiver Kunstschaffender zurückzog. Nachdem er noch im Februar 2015 mit seiner Frau Erika die Diamantene Hochzeit im Beisein der drei gemeinsamen Kinder und der Enkelkinder gefeiert hatte, starb Schieder am 15. April 2015 im Alter von 95 Jahren in Weiden. Am 25. April 2015 fand in der Pfarrkirche Leuchtenberg der Trauergottesdienst Schieders statt. Noch in den Jahren vor seinem Tod vermachte Schieder verschiedenen Institutionen einen Teil seiner Werke; so erhielt unter anderem das Kunstmuseum Erlangen im Jahr 2013 14 seiner Arbeiten.
Auch nach seinem Ableben wurden seine Werke weiterhin ausgestellt. So etwa im Sommer 2016, als 27 Werke Schieders im Gesundheitszentrum von Waldsassen gezeigt wurden.